# Ustia, Glodeni
Ustia este un sat din raionul Glodeni, Republica Moldova.

## Istorie
Satul a fost atestat într-un document din anul 1672:
„Suret asemini de pe suretul ce este scos de pe ispisocul sârbesc de la Duca Vodă din veleat 7180 1672, Aprilie 29. La Iași.

Adeca au venit înainte noastră și alor noștri moldovenești boiari, a mari si a mici, boierul nostru Vasile Mârzac vel căpitan de Hotin, Gheorghie Zgarbura pârcălabul de Hotin și ni-au adus de ni-au arătat un zapis de cumpărătură de la slugile noastre Șandrul, Ilie, Gheorghe, Necula, Salavastru nepoții lui Nicoară și Tănasie și Vlasie Basca, Zamfir, Donița, Maria femeia lui Vlasie Negruș, Solomon cu neamul lor, Tanana, Marta, Ionașco fratele lui Sârghie Grozava, Vasilachi ficioru lui Ion Căpitan și Radul, Stefan stolnic, Alexandru, Pahomie cu neamul lor și Trifan, și Grigorie Doniță, Sofronie nepoata lui Dumitru Donici paharnic, și Dănila, Vlasie, Paraschiva, Magdalena toți nepoți și strănepoții lui Dragoș vornic și de a lor bunăvoie de nimeni siliți nici asupriți au vândut a lor driapta ocina și moșie din pustiu de pe Valea Sacă ce-i zic Șovățul de Sus anume siliștea Buhăenii, Mânăștergureni, și cu trei iazuri cu vaduri de mori cari seliști sânt la ținutul Iașului între Ustie și între Soci, și capul moșiilor din gios să hotărăsc cu Cărpiții, iarăș din sus cu Dușmanii mari și mici și li-au vândut boierilor noștri lui Vasile Mârzac vel căpitan de Hotin și lui Gheorghie Zgarbure pârcălab de Hotin drept 200 taleri și trei perechi boi și 10 vaci cu viței.

...”

## Demografie

### Structura etnică
Structura etnică a satului conform recensământului populației din 2004:
| Grup etnic         | Populație | % Procentaj |
| ------------------ | --------- | ----------- |
| Moldoveni / Români | 1.949     | 98,83%      |
| Ucraineni          | 12        | 0,61%       |
| Ruși               | 5         | 0,25%       |
| Polonezi           | 1         | 0,05%       |
| Bulgari            | 1         | 0,05%       |
| Alții              | 4         | 0,2%        |
| Total              | 1.972     | 100%        |

## Administrație și politică
Componența Consiliului local Ustia (9 consilieri), ales la 5 noiembrie 2023, este următoarea:
|  | Partid                                        | Consilieri | Componență | Componență | Componență | Componență | Componență | Componență | Componență | Componență |
|  | --------------------------------------------- | ---------- | ---------- | ---------- | ---------- | ---------- | ---------- | ---------- | ---------- | ---------- |
|  | Partidul Dezvoltării și Consolidării Moldovei | 8          |            |            |            |            |            |            |            |            |
|  | Partidul Acțiune și Solidaritate              | 1          |            |            |            |            |            |            |            |            |

## Galerie de imagini

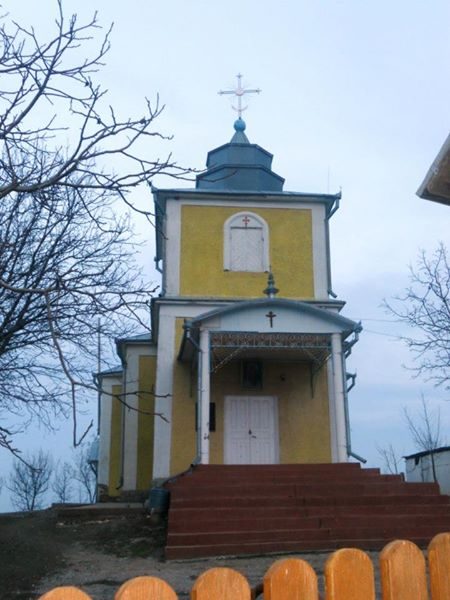
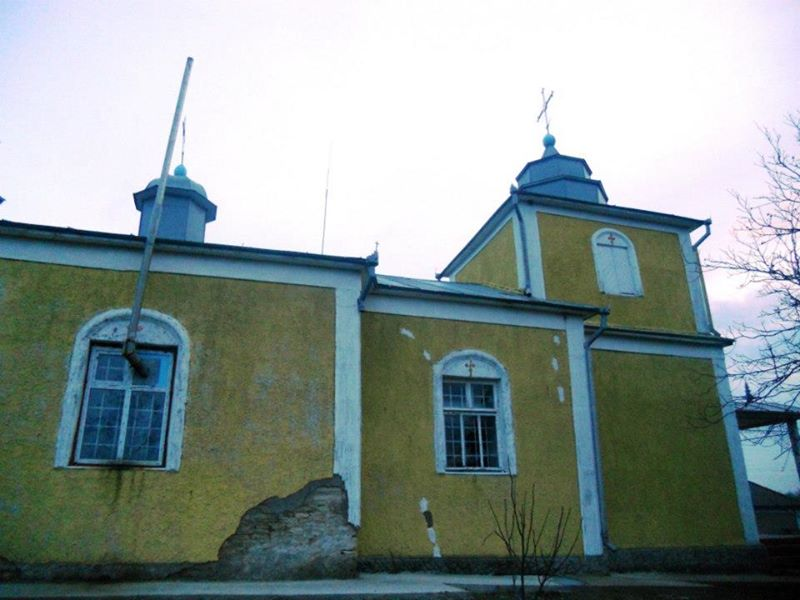
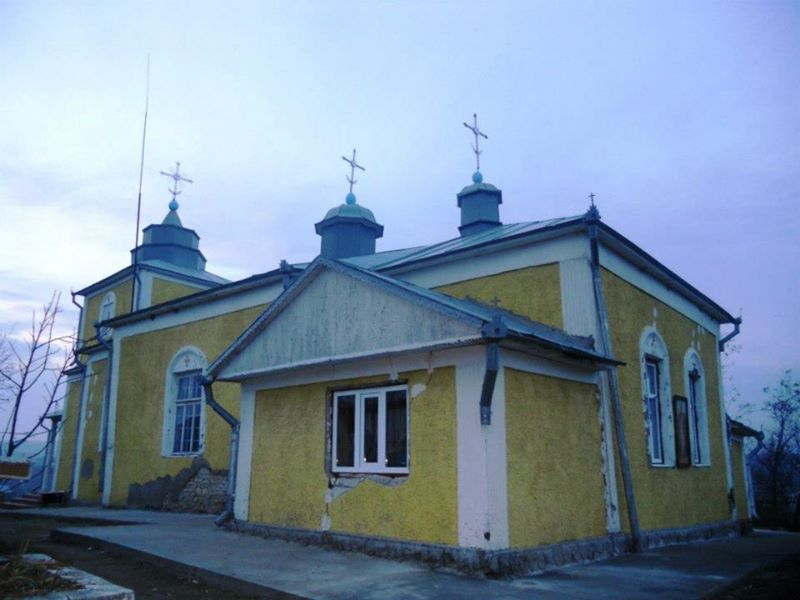
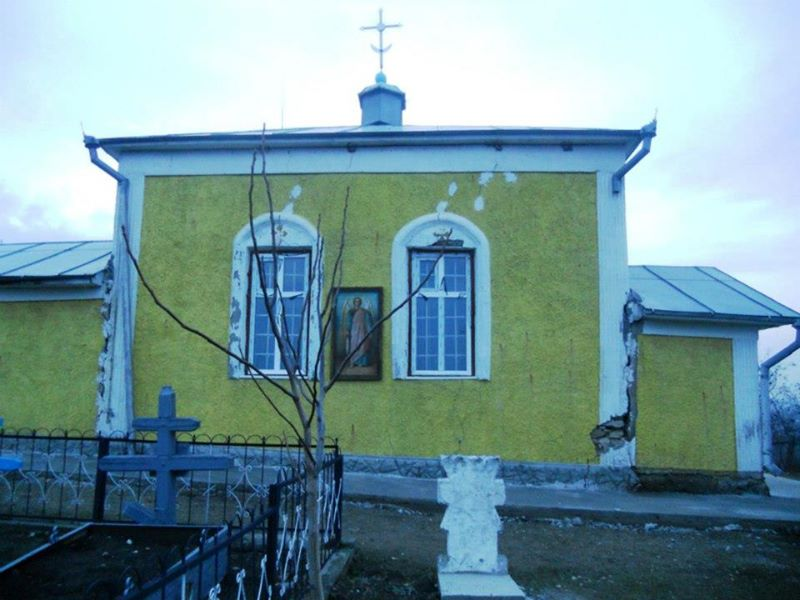
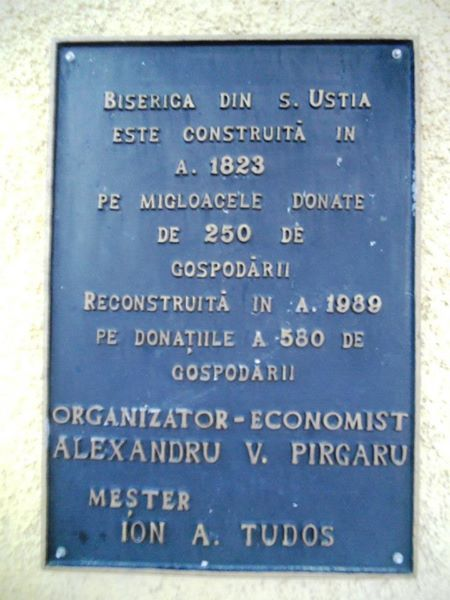
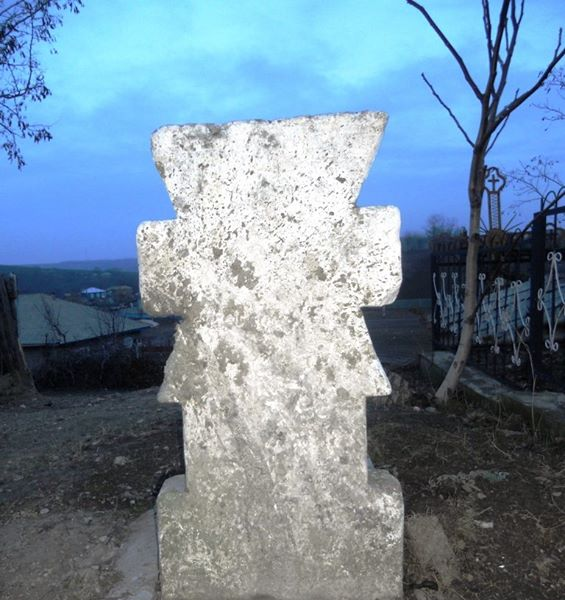

Biserica „Sfinții Arhangheli Mihail și Gavriil”